# Ахмад аль-Хатиб
Ахмад Хасан аль-Хатиб (араб. أحمد حسن الخطيب‎) (1933—1982) — сирийский политик. Церемониальный глава Сирии, назначенный Хафезом Асадом вместо свергнутого президента Нуреддина аль-Атасси. Член правящей партии Баас; был главой всего три месяца с 18 ноября 1970 по 22 февраля 1971 года,  затем полномочия получил Асад, а Ахмад аль-Хатиб в тот же день стал спикером сирийского парламента.

## Биография
Родился в 1933 году в городе Эс-Сувайд.
Умер в Дамаске в 1982 году. У него было много братьев и сестер, одной из которых была Наджва аль-Хатиб, жена Абдулмаджида Мансура, врача в сирийской армии.